# Lyon County (Nevada)
Das Lyon County ist ein County im Bundesstaat Nevada der Vereinigten Staaten. Der Verwaltungssitz (County Seat) ist Yerington.

## Geographie
Das County hat eine Fläche von 5222 Quadratkilometern, wovon 59 Quadratkilometer Wasserfläche sind. Es grenzt im Uhrzeigersinn an folgende Countys: Douglas County, Carson City, Storey County, Washoe County, Pershing County, Mineral County und Mono County (Kalifornien).

## Geschichte
Das Lyon County war eines der neun Gründungscountys 1861. Benannt wurde es nach Nathaniel Lyon, dem ersten General der Nordstaaten, der im Amerikanischen Bürgerkrieg getötet wurde.
Ein Ort im County hat den Status einer National Historic Landmark, das Fort Churchill. Neun Bauwerke und Stätten des Countys sind insgesamt im National Register of Historic Places eingetragen (Stand 14. Februar 2018).

## Demografische Daten

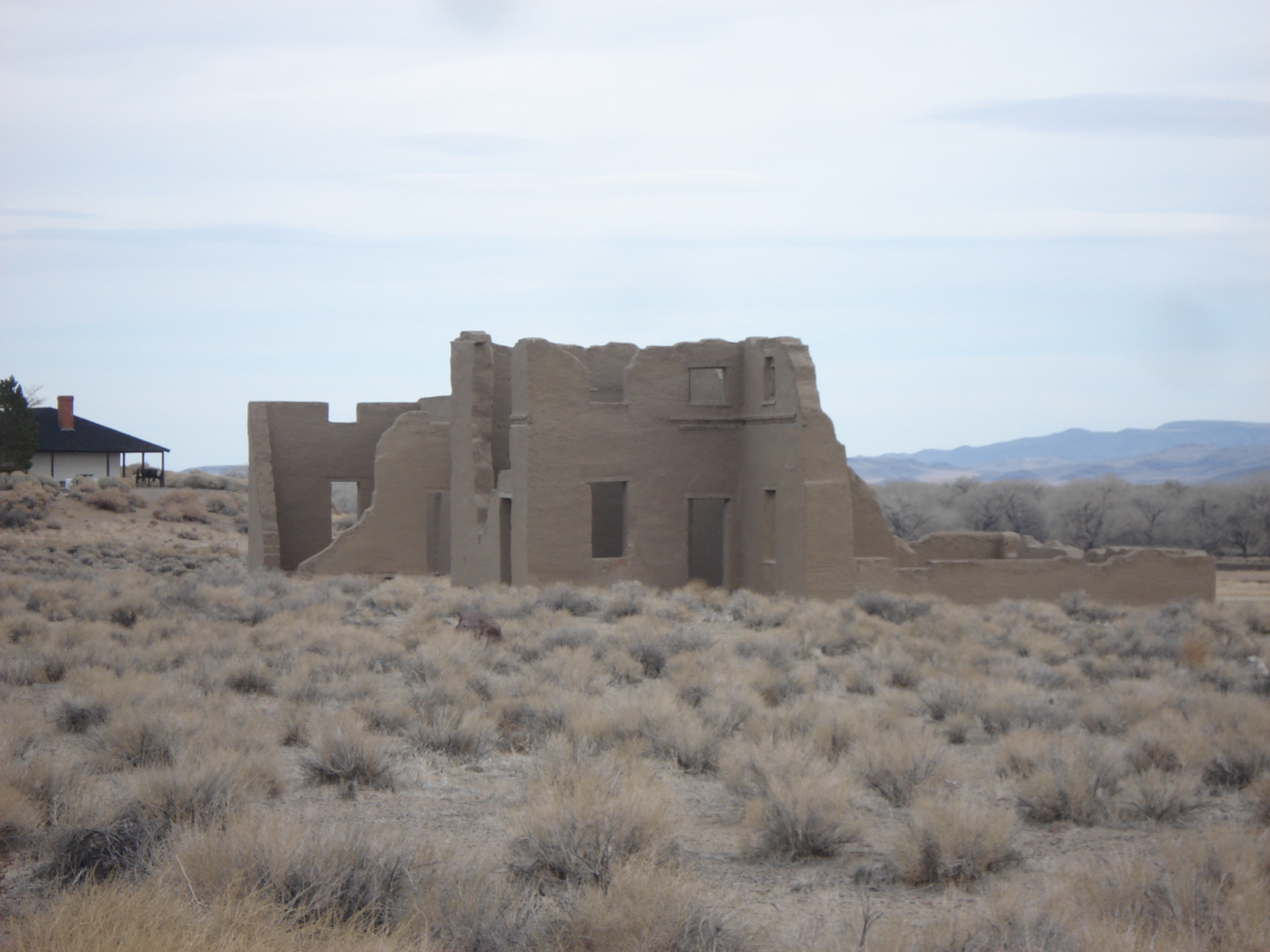
Ruine im Fort Churchill State Historic Park, gelistet im NRHP

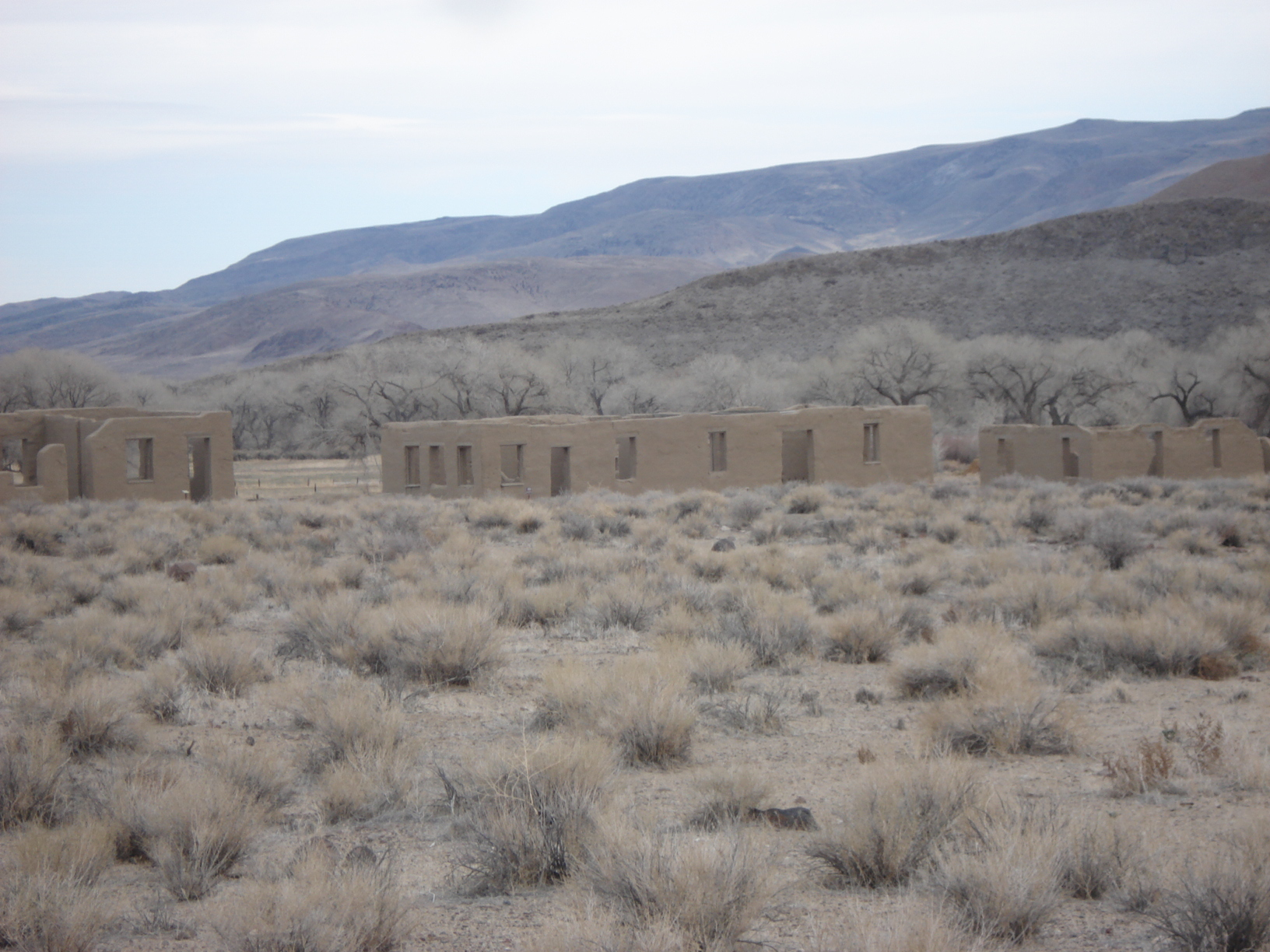
Ruinen im Fort Churchill State Historic Park

Nach der Volkszählung im Jahr 2000 lebten im County 34.501 Menschen. Es gab 13.007 Haushalte und 9.443 Familien. Die Bevölkerungsdichte betrug 7 Einwohner pro Quadratkilometer. Ethnisch betrachtet setzte sich die Bevölkerung zusammen aus 88,62 % Weißen, 0,65 % Afroamerikanern, 2,45 % amerikanischen Ureinwohnern, 0,61 % Asiaten, 0,14 % Bewohnern aus dem pazifischen Inselraum und 4,59 % aus anderen ethnischen Gruppen; 2,94 % stammten von zwei oder mehr ethnischen Gruppen ab. 10,97 % Prozent der Bevölkerung waren spanischer oder lateinamerikanischer Abstammung.
Von den 13.007 Haushalten hatten 33,20 % Kinder und Jugendliche unter 18 Jahre, die bei ihnen lebten. 58,40 % waren verheiratete, zusammenlebende Paare, 9,10 % waren allein erziehende Mütter. 27,40 % waren keine Familien. 21,40 % waren Singlehaushalte und in 8,30 % lebten Menschen im Alter von 65 Jahren oder darüber. Die Durchschnittshaushaltsgröße betrug 2,61 und die durchschnittliche Familiengröße lag bei 3,02 Personen.
Auf das gesamte County bezogen setzte sich die Bevölkerung zusammen aus 27,10 % Einwohnern unter 18 Jahren, 6,60 % zwischen 18 und 24 Jahren, 27,30 % zwischen 25 und 44 Jahren, 25,20 % zwischen 45 und 64 Jahren und 13,70 % waren 65 Jahre alt oder darüber. Das Durchschnittsalter betrug 38 Jahre. Auf 100 weibliche Personen kamen 102,50 männliche Personen, auf 100 Frauen im Alter ab 18 Jahren kamen statistisch 100,00 Männer.
Das jährliche Durchschnittseinkommen eines Haushalts betrug 40.699 USD, das Durchschnittseinkommen der Familien betrug 44.887 USD. Männer hatten ein Durchschnittseinkommen von 34.034 USD, Frauen 25.914 USD. Das Prokopfeinkommen betrug 18.543 USD. 10,40 % der Bevölkerung und 7,20 % der Familien lebten unterhalb der Armutsgrenze. 14,10 % davon waren unter 18 Jahre und 7,10 % waren 65 Jahre oder älter.

## Orte im County
- Argo
- Churchill
- Como
- Darwin
- Dayton
- Fernley
- Lux
- Mason
- Mound House
- Nordyke
- Pine Grove
- Silver City
- Silver Springs
- Simpson
- Smith
- Stagecoach
- Sulfur
- Sutro
- Tallapoosa
- Wabuska
- Weed Heights
- Wellington
- Yerington

## Prostitution
Das County ist eines der zehn Countys Nevadas, in denen Prostitution und die Errichtung von Bordellen zulässig ist.